# Daniel Gildenlöw
Daniel Gildenlöw (Eskilstuna, Suecia, 5 de junio de 1973) es un músico y compositor sueco conocido por haber fundado el grupo de metal progresivo Pain of Salvation, de la que es el principal compositor, líder, multinstrumentista y creador de todas las historias que se esconden detrás de todos sus álbumes conceptuales. Fue también miembro de The Flower Kings, pero dejó esta banda debido a problemas personales con el resto de miembros.
Gildenlöw formó su primera banda, Reality, a los 11 años, en 1984. Siete años más tarde, en 1991, la banda pasó a llamarse Pain of Salvation, tal y como se la conoce hoy en día. No sería hasta seis años después (1997), cuando este grupo edite su primer disco, Entropia. En 2002 aparece por primera vez en un trabajo de The Flower Kings, tocando la guitarra, los teclados y la batería, además de cantar y formar parte de la gira de la banda. Dos años después, Gildenlöw fue incluido como miembro oficial de la formación, que acabó dejando un año después. Ha trabajado con bandas como Transatlantic, Dream Theater o Ayreon.
También integró como vocalista la banda tributo a Led Zeppelin "Hammer of the Gods", junto a Mike Portnoy, Paul Gilbert y Dave LaRue, que se presentó en el Montreal Drum Festival el 7 de noviembre de 2003. El show fue editado en DVD en 2006.

## Discografía

### Pain of Salvation
- Hereafter (1996) (demo)
- Entropia (1997)
- One Hour by the Concrete Lake (1998)
- The Perfect Element, part I (2000)
- Remedy Lane (2002)
- 12:5 (2004) (directo)
- BE (2004)
- BE (Original Stage Production) (2005) (directo)
- Scarsick (2007)
- On The Two Deaths Of (2008) (directo)
- Road Salt One (2010)
- Road Salt Two (2011)
- Falling Home (2015)
- In the passing light of day (2016)
- PANTHER (2020)

### The Flower Kings
- Unfold the Future (2002) (coros)
- Meet the Flower Kings (2003) (directo) (guitarra, teclado, coros y percusión)
- Adam & Eve (2004) (guitarra, teclado, voz y percusión)
- The Road Back Home (2007) (recopilatorio) (voz)

### Crypt of Kerberos
- The Macrodex of War (2005) (recopilatorio)

### Daniele Liverani
- Genius: A Rock Opera-Episode 1-A Human Into A Dream World (voz)
- Genius: A Rock Opera-Episode 2-In Search Of The Little Prince (2004) (voz)
- Genius: A Rock Opera-Episode 3-The final surprise (2007) (voz)

### Spastic Ink
- Ink Compatible (2004) (voz)

### Transatlantic
- Live in Europe

The Whirldwind Tour  (2010) (guitarra, teclado y coros)

### Dream Theater
- Systematic Chaos (2007) (voz en la canción "Repentance")

### Ayreon
- 01011001 (2008)

### Tristema
- Dove Tutto È Possibile (2012)